# Aérodrome de Deadhorse/Prudhoe Bay

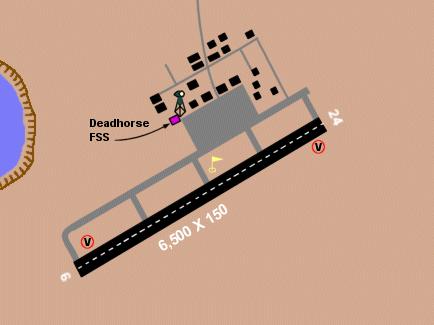
Schéma de l'aéroport de Deadhorse, présenté par la FAA américaine.

L'aéroport de Deadhorse / Prudhoe Bay code IATA : SCC • code OACI : PASC • code FAA : SCC, est un aéroport public situé à Deadhorse dans le nord de l'Alaska. Il est accessible depuis Fairbanks via les autoroutes Elliott et Dalton. Il est près de la baie de Prudhoe et est parfois aussi appelé aéroport de Prudhoe . 

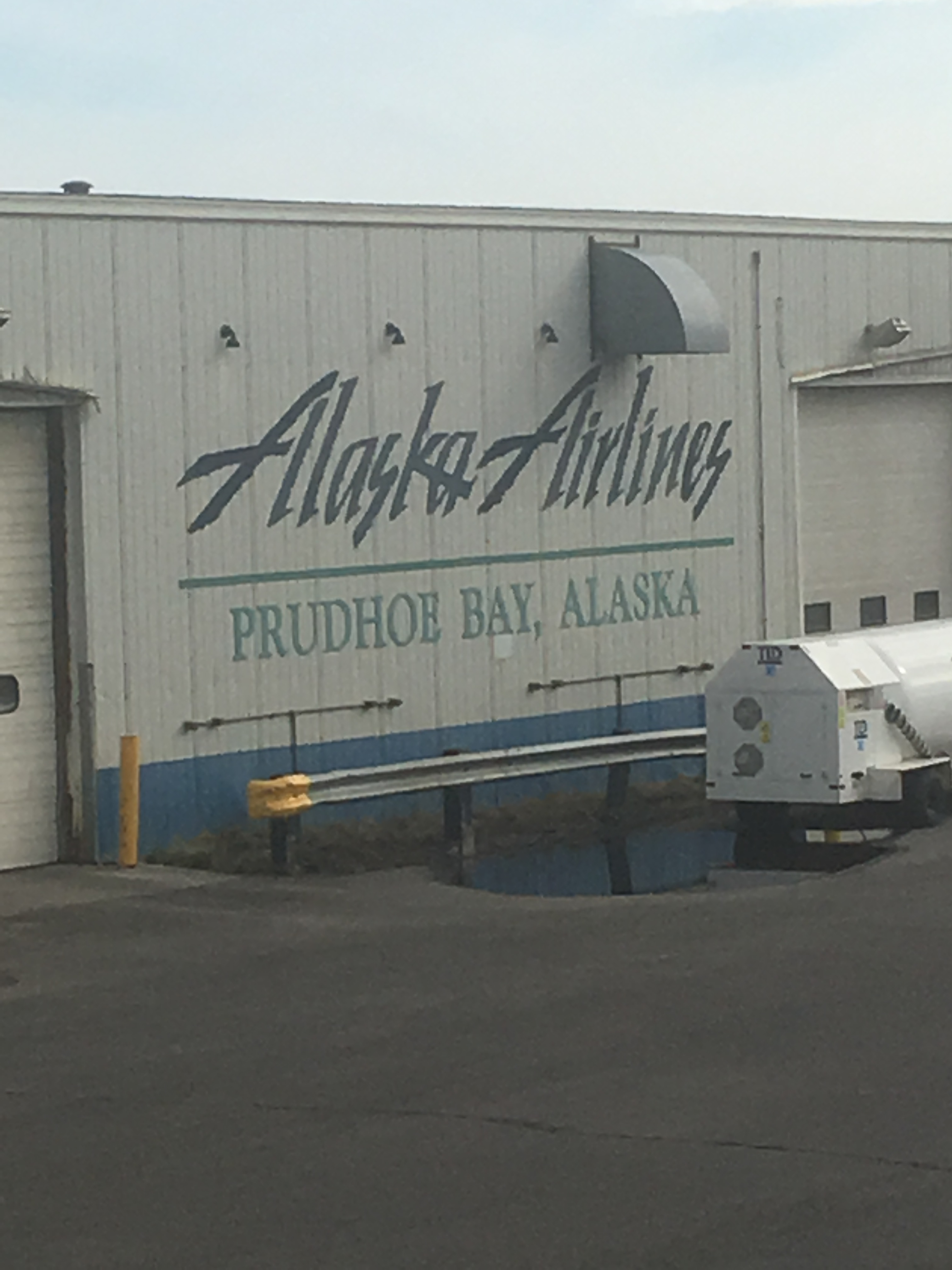
L'aéroport SCC Deadhorse-Prudhoe Bay à partir d'un 737

## Situation
| Anchorage Aniak Bethel Deadhorse Dillingham Fairbanks Galena Homer Juneau Kenai Ketchikan King Salmon Klawock Kodiak Kotzebue Lake Hood Cordova Merrill Nome Petersbourg Red Dog Sitka St. Mary's Teller Unalakleet Unalaska Valdez Wiley Post Wrangell Yakutat |